# Troides helena
Espèce
Statut CITES
Troides helena est une espèce de lépidoptères (papillons) de la famille des Papilionidae.

## Dénomination
Troides helena a été décrit par l'entomologiste Carl von Linné en 1758 sous le nom initial de Papilio helena.
Synonymes: Papilio pompeus Cramer, [1775]; Papilio astenous Fabricius, 1775; Papilio helicaon Fabricius, 1793; Amphrisius nymphalides Swainson, 1833; Ornithoptera helena var. leda Staudinger, 1891.

### Sous espèces

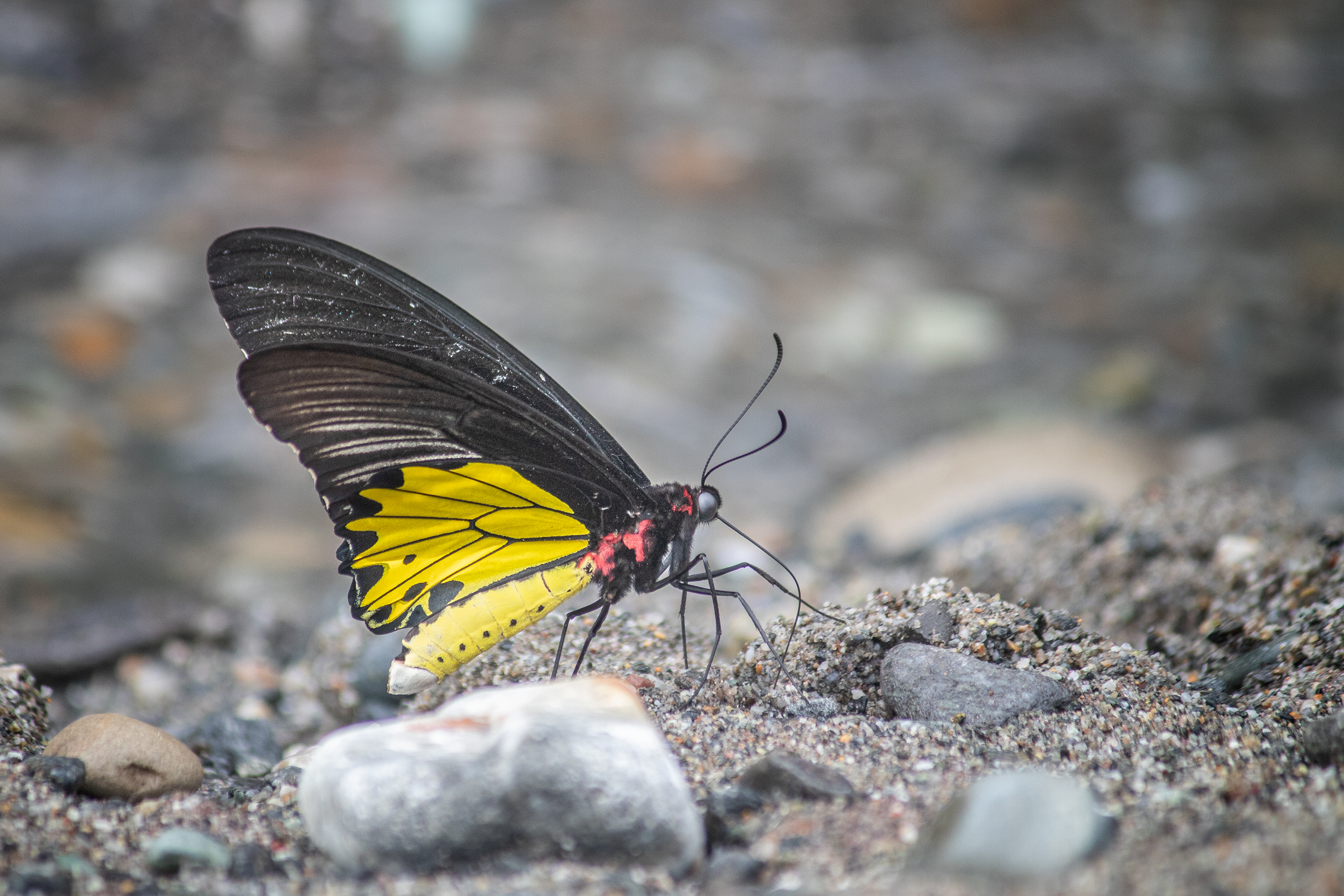
Troides helena revers

- Troides helena helena; présent à Bali et à Java.
- Troides helena antileuca Rothschild, 1908
- Troides helena bunguranensis Ohya, 1982
- Troides helena cerberus (C. & R. Felder, 1865); présent dans le nord-est de l'Inde en Indochine et Malaisie
- Troides helena demeter Rumbucher & Schäffler, 2005
- Troides helena dempoensis Deslisle, 1993
- Troides helena euthycrates (Fruhstorfer, 1913); présent dans le nord du Viet-Nam
- Troides helena ferrari Tytler, 1926; présent à Nicobar
- Troides helena heliconoides (Moore, 1877); présent aux iles Adaman.
- Troides helena hermes Hayami, 1991
- Troides helena hypnos Rumbucher & Schäffler, 2005; présent dans l'ouest de Sumatra
- Troides helena hahneli Rumbucher & Schäffler, 2005
- Troides helena hephaestus (Felder, 1865); présent au Sulawesi.
- Troides helena isara Rothschild, 1908; présent à Nias
- Troides helena mopa Rothschild, 1908
- Troides helena mosychlus (Fruhstorfer, 1913); présent dans le nord de Bornéo
- Troides helena nereis (Doherty, 1891)
- Troides helena neoris Rothschild, 1908
- Troides helena nereides Fruhstorfer, 1906
- Troides helena orientis Parrott, 1991; présent dans le sud de Bornéo
- Troides helena propinquus Rothschild, 1895
- Troides helena rayae Deslisle, 1991
- Troides helena sagittatus (Fruhstorfer, 1896)
- Troides helena spilotia Rothschild, 1908; présent dans le sud de la Chine
- Troides helena sugimotoi Hanafusa, 1992
- Troides helena typhaon Rothschild, 1908; présent dans le sud-ouest de Sumatra
- Troides helena venus Hayami, 1991[1]

### Nom vernaculaire
Troides helena se nomme Common Birdwing en anglais.

## Description
Troides helena est un grand papillon d'une envergure entre 130 mm à 170 mm, aux ailes postérieures festonnées, à la tête et au thorax noirs et à l'abdomen beige et jaune sur la partie ventrale.
Les mâles ont les ailes antérieures noires aux nervures très discrètement soulignées de blanc et les ailes postérieures jaunes veinées de noir avec une dentelure marginale noire.
Les femelles ont les ailes antérieures de couleur marron foncé à noir aux nervures discrètement soulignées de blanc et les ailes postérieures jaune veinées de marron avec une dentelure marginale marron et une ligne submarginale de triangles marron.

## Biologie

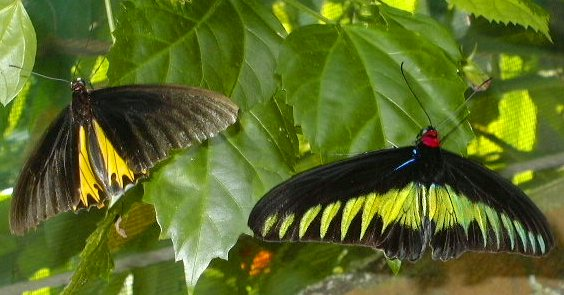
Troides helena à droite,
Troides brookiana à gauche

### Plantes hôtes
Les plantes hôtes de sa chenille sont des aristoloches, Aristolochia acumata, Aristolochia faveolata, Aristolochia indica, Aristolochia kaempferi, Aristolochia tagala et Aristolochia wallichii,.

## Écologie et distribution
Troides helena est présent dans le nord-est de l'Inde, en Indochine (Thaïlande, Vietnam, Birmanie), Malaisie, dans le sud de la Chine, en Indonésie dans l'archipel des Moluques, à Sumatra, à Bornéo à Bali et à Java.

### Biotope
Troides helena réside en forêt primaire et secondaire jusqu'à une altitude de 800 m ou 1 000 m,.

### Protection
Troides helena est protégé.

## Philatélie
Ce papillon figure sur une émission de l'île de Jersey de 1995 (valeur faciale : 60 p.).